# Мцхета-Мтианети
Мцхе́та-Мтиане́ти (иногда Мцхета-Мтианетия; груз. მცხეთა-მთიანეთი mcxeta-mtianeti; груз. მცხეთა-მთიანეთის მხარე mcxeta-mtianetis mxare) — современный административный край в центре Грузии. Столица и крупнейший город — Мцхета.
Занимает территории нескольких исторических областей Грузии: Эрцо-Тианети, Мтиулети, Хеви, Хевсурети, Пшавии и восточную часть Внутренней Картли. Часть территории края контролируется частично признанной Республикой Южная Осетия.

## География
Край географически разделён Главным Кавказским хребтом на две части, северную и южную. Соединены они Крестовым перевалом. На северном склоне Кавказского хребта расположена большая часть Казбегского муниципалитета и небольшая часть Душетского муниципалитета.

## История
К моменту присоединения к России в 1801 году территория Мцхета-Мтианети входила в состав Картли-Кахетинского царства.
В 1840 году эта территория входит в состав Грузино-Имеретинской губернии, а в 1846 году, когда эта губерния расформировывается, в состав Кутаисской губернии. Тогда территории края соответствовали Горийский, Тушино-пшаво-хевсурский части Горийского и Тифлисского уездов. Позднее границы уездов менялись.

## Административное деление
Мцхета-Мтианети включает 4 муниципалитета (до 2006 года — районов). С 2016 до 2018 гг. город Мцхета был приравнен к муниципалитету (был городом краевого подчинения).
| Муниципалитет            | площадь, км² | население перепись 2002, чел. | население перепись 2014, чел. | население оценка 2018, чел. | центр            |
| ------------------------ | ------------ | ----------------------------- | ----------------------------- | --------------------------- | ---------------- |
| Душетский муниципалитет  | 2982         | 33 636                        | 25 659                        | 26 128                      | г. Душети        |
| Казбегский муниципалитет | 1082         | 5261                          | 3795                          | 3818                        | пгт Степанцминда |
| Мцхетский муниципалитет  | 806          | 64 829                        | 55 651                        | 53 944                      | г. Мцхета        |
| Тианетский муниципалитет | 906          | 14 014                        | 9468                          | 10 007                      | пгт Тианети      |
| всего                    | 5776         | 117 740                       | 94 573                        | 93 897                      | г. Мцхета        |

Ахалгорский муниципалитет — соответствует Ленингорскому району Южной Осетии и полностью контролируется силами этого частично признанного государства, включая пгт Ахалгори (Ленингори).
Города: Мцхета (7940 чел., перепись 2014 года), Душети (6167 чел.).
Посёлки городского типа: Тианети (2479 чел., перепись 2014 года), Жинвали (1828 чел.), Степанцминда (1326 чел.), Пасанаури (1148 чел.), Сиони (371 чел.).

## Население
По состоянию на 1 января 2018 года численность населения края составила 93 897 жителей, на 1 января 2014 года — 108 800 жителей (без учёта Ахалгорского района (Ленингорского района Южной Осетии).
Население края по переписи 2014 года составило 94 573 человека.
Согласно переписи 2002 года население части края, контролируемой грузинской стороной, составило 125 443 человека (2,9 % от населения страны), включая часть Ахалгорского района (Ленингорского района Южной Осетии); без неё — 117 740 человек. По оценке на 1 января 2008 года — 118,1 тыс. чел. (без Ахалгорского района (Ленингорского района Южной Осетии) — 97,6 тыс. чел.). На 1 января 2009 года (без Ахалгорского района (Ленингорского района Южной Осетии) — 97,6 тыс. чел.
Большинство населения Мцхета-Мтианети составляют грузины, представленные несколькими этнографическими группами. Юг края заселён картлийцами, на юго-востоке — кахетинцами, в средней части живут пшавы, в горных районах — мохевцы и хевсуры.
Небольшая азербайджанская диаспора находится в Мцхетском муниципалитете (2311 чел. или 4,15 %). Также существуют осетинские диаспоры в Мцхетском (686 чел. или 1,2 %), примыкающем к Тбилиси и Душетском муниципалитете (609 чел. или 2,4 %).
До августа 2008 года несколько большую часть населения Ахалгорского района (подконтрольную до августа 2008 г. Грузии) составляли грузины (картлийцы) (84,6 % или 6520 чел.), меньшую — осетины (14,4 % или 1110 человек).
Национальный состав края Мцхета-Мтианети и его муниципалитетов (2014)
| Край, район       | всего  | грузи- ны | %       | азер- байд- жанцы | %      | осети- ны | %      | асси- рий- цы | %      | армя- не | %      | рус- ские | %      | ук- раин- цы | %      | ези- ды | %      | гре- ки | %      | др. | %      |
| ----------------- | ------ | --------- | ------- | ----------------- | ------ | --------- | ------ | ------------- | ------ | -------- | ------ | --------- | ------ | ------------ | ------ | ------- | ------ | ------- | ------ | --- | ------ |
| край без Ахалгора | 94 573 | 89 343    | 94,47 % | 2316              | 2,45 % | 1327      | 1,40 % | 709           | 0,75 % | 291      | 0,31 % | 252       | 0,27 % | 80           | 0,08 % | 61      | 0,06 % | 55      | 0,06 % | 139 | 0,15 % |
| Душетский         | 25 659 | 24 946    | 97,22 % | 3                 | 0,01 % | 609       | 2,37 % | 1             | 0,00 % | 18       | 0,07 % | 39        | 0,15 % | 17           | 0,06 % | 0       | 0,00 % | 10      | 0,04 % | 16  | 0,06 % |
| Тианетский        | 9468   | 9409      | 99,38 % | 1                 | 0,01 % | 19        | 0,20 % | 0             | 0,00 % | 8        | 0,08 % | 14        | 0,15 % | 6            | 0,06 % | 1       | 0,01 % | 8       | 0,08 % | 2   | 0,02 % |
| Мцхетский         | 55 651 | 51 222    | 92,04 % | 2311              | 4,15 % | 686       | 1,23 % | 708           | 1,27 % | 262      | 0,47 % | 192       | 0,35 % | 56           | 0,10 % | 60      | 0,11 % | 37      | 0,07 % | 117 | 0,21 % |
| Казбегский        | 3795   | 3766      | 99,24 % | 1                 | 0,03 % | 13        | 0,34 % | 0             | 0,00 % | 3        | 0,08 % | 7         | 0,18 % | 1            | 0,03 % | 0       | 0,00 % | 0       | 0,00 % | 4   | 0,11 % |

## Галерея
- Долина Аргуна.
- Вид на Мцхету и храм Светицховели с горы Багинети
- Ксанская крепость в Мухранской долине
- Окрестности Гудаури, Гудское ущелье
- Пивзавод "Натахтари"
- Шатили